# Moimay
Moimay ist eine Gemeinde im französischen Département Haute-Saône in der Region Bourgogne-Franche-Comté und ist Teil des Kantons Villersexel. Seit März 2002 ist Roland Grasperger Bürgermeister der Gemeinde.

## Geographie
Der Ort liegt in leicht hügeliger Landschaft oberhalb des Flusses Ognon, etwas mehr als einen Kilometer westlich von Villersexel. Hier mündet der Lauzin in einen Seitenarm des Ognon.

## Geschichte
Das Gefecht bei Villersexel am 9. Januar 1871 war eine Episode des Deutsch-Französischen Kriegs von 1870/1871. Teile des Gefechtes fanden auf dem Gebiet von Moimay statt.

## Bevölkerung
| Jahr                       | 1962 | 1968 | 1975 | 1982 | 1990 | 1999 |
| Einwohner                  | 205  | 209  | 189  | 208  | 195  | 195  |
| Quellen: Cassini und INSEE |      |      |      |      |      |      |

Mit 238 Einwohnern (1. Januar 2022) gehört Moimay zu den kleineren Gemeinden des Département Haute-Saône. 1968 wurde mit 209 Bewohnern ein vorläufiger Höchststand verzeichnet. Seit Beginn der 1980er Jahre nimmt die Einwohnerzahl leicht ab.

## Bauwerke
Die Kirche Saint-Barthélemy aus dem 19. Jahrhundert wurde wiederhergestellt. Darin befinden sich unter anderem ein Beichtstuhl und zwei Statuen aus dem 18. Jahrhundert.